# Susannah Fowle
Susannah Fowle, född 1961 i Melbourne, Australien, är en australisk skådespelare. Hon är känd för rollen som Laura Tweedle Rambotham i Kunskap är guld och för rollen som Judy Bryants dotter Lori Young i Kvinnofängelset.

## Filmografi
- 1977 – Kunskap är guld
- 1981 – Outbreak of Love
- 1981–1983 – Kvinnofängelset
- 1983 – A Country Practice
- 1985 – A Street to Die
- 1988 – Touch the Sun: Top Enders